# Neuroticfish
Neuroticfish, nome d'arte di  Sascha Mario Klein (...), è un musicista tedesco di musica elettronica, il cui stile musicale comprende EBM, synthpop, futurepop. La sua carriera è stata interrotta nel 2008, ma nel 2013 è atteso il nuovo album.

## Storia
Klein cita le sue ispirazioni musicali da Skinny Puppy, Nine Inch Nails, The Cure e Depeche Mode, e cominciò a sperimentare la propria musica negli anni novanta. Dopo che nacque Neuroticfish, Klein non fece i tipici sforzi di musicista per vendere un demo, invece, basò internet come mezzo per diffondere la sua musica. A Klein infine è stato offerto un posto in una compilation synthpop chiamata A Reflexion of Synthpop. Da questo punto in poi, Neuroticfish guadagnò popolarità nella scena, dove da allora ebbe un impatto.
Klein acquisì una certa notorietà dopo una delle sue canzoni contenute nel campione "Elettronic body music is dead". Da allora divenne una sorta di slogan per Neuroticfish. Nel singolo Bomb vi è una pubblicità per il sito web del musicista.
Il 4 gennaio 2008 sulla pagina di Neuroticfish su MySpace ci fu un messaggio che annunciò che il musicista avrebbe cessato di fare musica dopo la sua performance all'edizione 2008 del festival Wave-Gotik-Treffen a Lipsia, Germania. Il 12 maggio 2008, il sito ufficiale di Neuroticfish affermò che il progetto musicale era definitivamente "chiuso".
Nel marzo 2013, a sorpresa, esce il suo nuovo singolo, Former me, ascoltabile sul suo canale SoundCloud, che anticipa il nuovo album A sign of life, atteso per lo stesso anno.

## Discografia

### Album studio
- 1999: No Instruments
- 2002: Les Chansons Neurotiques
- 2005: Gelb
- 2015: A sign of life
- 2018: Antidoron
- 2023: The Demystification of the Human Heart

### EP
- 2001: Wake Me Up!
- 2001: Sushi
- 2002: Prostitute
- 2005: Bomb
- 2013: Limited Behaviour
- 2016: Agony
- 2022: Velocity N20

### Raccolte
- 2003: Surimi
- 2008: A Greater Good (History 1998-2008)

### Singoli
- 2000: Music for a Paranormal Life
- 2000: Velocity
- 2003: Need/It's Not Me
- 2004: Bomb
- 2013: Former me